# Musikjahr 1614
Liste der Musikjahre

◄◄ | ◄ | 1610 | 1611 | 1612 | 1613 | Musikjahr 1614 | 1615 | 1616 | 1617 | 1618 | ► | ►►

Weitere Ereignisse
Dieser Artikel behandelt das Musikjahr 1614.

## Ereignisse
- Der englische Komponist und Zinkenist John Adson heiratet Jane Lanerie und siedelt sich in St Giles Cripplegate an.
- Miguel de Arizo wird nach seinem Stimmbruch als Altus in der königliche, spanische Kapelle aufgenommen.
- Johannes Avianus wird bis zu seinem Tod Superintendent in Eisenberg.
- Adriano Banchieri gründet 1614 oder 1615 die Accademia dei Floridi im Kloster San Michele nahe Bologna.
- Der italienische Komponist Francesco Bazzini beginnt an der Accademia della Mia in Bergamo zu unterrichten.
- John Bennet veröffentlicht 1614 sechs geistliche Vokalkompositionen, die in dem Sammelband A brief discourse von Thomas Ravenscroft herausgegeben werden. Es ist das letzte sichere Lebenszeichen des englischen Komponisten.
- John Bull wird – nach seiner überraschenden Flucht 1613 nach Brüssel an den Hof Erzherzog Albrechts und seiner Frau Isabella Clara Eugenia – dort Ende 1614 aus diplomatischen Gründen entlassen. England bezichtigte Bull der öffentlichen Beleidigung eines Geistlichen, des Ehebruchs und anderer Verbrechen, und verlangt seine Auslieferung.
- Maria de’ Medici lädt die Theaterkompanie Maria de’ Medici Compagnia dei Fedeli Giovanni Battista Andreinis nach Paris ein, die von September 1613 bis Juli 1614 dort gastiert.
- Christian Erbach beendet 1614 – nach dem Tod Markus Fuggers – seine Tätigkeit an der Hofkapelle der Fugger.
- Orlando Gibbons wird 1614 Organist in der Kapelle Königs Jacob I. und bleit dort bis zu seinem Tod.
- Robert Jones trägt 1614 drei Stücke zu der Sammlung The Tears or Lamentacions of a Sorrowful Soule des Komponisten Sir William Leighton (um 1565–1622) bei.
- Jacques Mauduit dirigiert 1614 die Aufführung der Festmusik als Ludwig XIII. in die Hauptstadt Paris einzieht.
- Ascanio Mayone wird 1614 als Nachfolger Giovanni Maria Trabacis erster Organist an der Real Cappella, der Kapelle der spanischen Vizekönige von Neapel.
- Rogier Michael, der ab 1612 bei vollem Jahresgehalt von 300 Gulden vom Kapellmeisterdienst der Dresdner Hofkapelle weitgehend entbunden wurde, wird 1613 und 1614/15 mehrfach von Michael Praetorius vertreten.
- Isaak Posch ist von 1614 bis 1618 bei den Kärntner Landständen als Landschaftsorganist angestellt.
- Lambert de Sayve, der 1613 seinen Dienstherrn, Kaiser Matthias, noch zum Reichstag in Regensburg begleitet hatte, verfasst nach seiner Rückkehr nach Linz am 13. Februar 1614 sein Testament. Wenig später ist er verstorben.
- Jan Pieterszoon Sweelinck unternimmt als Orgelsachverständiger etliche Reisen um Orgelneubauten abzunehmen. 1614 ist er deshalb in Delft und Dordrecht.
- Melchior Teschner wird Pfarrer in Oberpritschen.
- Giovanni Maria Trabaci, ein Schüler von Giovanni de Macque, wird im Jahr 1614 Kapellmeister der Königlichen Kapelle des Hofes von Neapel.
- Lodovico Grossi da Viadana ist von 1614 bis 1617 für seinen kirchlichen Orden in der Provinz Bologna tätig, neben Mantua noch in Ferrara und Piacenza.

## Instrumental- und Vokalmusik (Auswahl)
- Agostino Agazzari

Füssener Laute von Petrus Hellmer aus dem Jahr 1614, heute im Museum für Kunst und Gewerbe Hamburg.

  - Sacrae cantiones, binis, ternisque vocibus concinendae, liber quarus, cum basso ad organum, Venedig: Ricciardo Amadino RISM ID: 990000347
  - Sertum roseum ex plantis Hierico op. 14, Venedig: Ricciardo Amadino RISM ID: 990000366
  - 4 Messen, op. 17, Venedig: Ricciardo Amadino RISM ID: 990000373
- Michelangelo Amadei – Motecta Liber primus, Venedig, Gardano RISM ID: 990000898
- Giovanni Francesco Anerio
  - Responsoria Nativitatis Domini, Rom: Giovanni Battista Robletti (enthält auch ein Venite exultemus und ein Te Deum) RISM ID: 990001107
  - Psalmi vesperarum, Rom: Giovanni Battista Robletti RISM ID: 990001109
  - Missarum quator, quinque et sex vocibus, missa quoque pro defunctis una cum sequentia, et responsorium Libera me domine, quatuor vocibus, liber primus, erstes Buch der Messen, Rom: Giovanni Battista Robletti RISM ID: 990001111
- Abondio Antonelli – Sacrarum cantionum quae & quaternis, & quinis, ac senis vocibus concinuntur. Cum basso ad organum. Liber primus, Rom, Bartolomeo Zanetti RISM ID: 990001271
- Dámaso Artufel – Modo de rezar las horas canónicas conforme al rezo de los Frayles Predicadores … con un Arte de canto llano y con la entonación de los hymnos y sus rúbricas, Valladolid, 1614
- Thomas Avenarius – Horticello anmuthiger, fröhlicher, trauriger, amorosischer Gesänglein für vier bis 5 Stimmen (verschollen)
- Robert Ballard – Diverses pièces mises sur le luth, Paris, Pierre Ballard RISM ID: 991013541
- Adriano Banchieri – Due ripieni in applauso musicale zu acht Stimmen, Bologna: Giovanni Rossi RISM ID: 990003747
- Bartolomeo Barbarino
  - zweites Buch der Motetten für Solostimmen, entweder Sopran oder Tenor, Venedig: Bartolomeo Magno für Gardano RISM ID: 990003809
  - viertes Buch der Madrigali di diversi autori für Solostimme, Theorbe, Cembalo oder andere Instrumente, Venedig: Ricciardo Amadino RISM ID: 990003811
- Constantino Baselli – Il primo libro de sacri concerti a Vna, a due, a tre & quattri voci con il Basso continuo per l’Organo, Venedig: Ricciardo Amadino RISM ID: 1000000031
- Donato de Benedictis – Harmonici concentus quaternis, ternis, binisque vocibus super organicam partem concinendi op. 1, Venedig: Giacomo Vincenti RISM ID: 990013127
- Valerio Bona – Sei canzoni italiane da sonare concertate a doi chori in echo, facilissime, & comodissime, op. 21, Venedig: Giacomo Vincenti
- William Brade, Newe ausserlesene Paduanen und Galliarden auff allen musicalischen Instrumenten und insonderheit Fiolen (sic!) lieblich zu gebrauchen zu sechs Stimmen, Hamburg
- Antonio Brunelli
  - zweites Buch der Scherzi, arie, canzonette, madrigali zu einer, zwei und drei Stimmen, op. 10, Venedig: Giacomo Vincenti
  - Verschiedene Übungen für eine oder zwei Stimmen, für Zink, Flöte und Violinen, Florenz: Zanobi Pignoni
- Giulio Caccini – Nuove musiche e nuova maniera di scriverle, con due arie particolari per tenore, che ricerchi le corde del basso, Florenz: Zanobi Pignoni RISM ID: 990007809
- Antonio Cifra
  - siebtes Buch der Motetten zu zwei, drei und vier Stimmen, op. 16, Rom: Giovanni Battista Robletti
  - Scherzi et arie zu einer bis vier Stimmen über einem Cembalo, einer Erzlaute oder einem ähnlichen Instrument zu singen, Venedig: Giacomo Vincenti
- Christoph Demantius – Neuer deutscher Lieder zu fünf Stimmen, Teil 1, Leipzig: Valentin am Ende für Thomas Schürer
- Giacomo Finetti – Psalmen zu drei Stimmen mit Basso continuo, Venedig: Bartolomeo Magni für Gardano
- Melchior Franck
  - Recreationes musicae zu vier und fünf Stimmen, Nürnberg: Georg Leopold Fuhrmann (weltliche Lieder und Tänze für Gesang und Instrumente)
  - Ist Gott für uns zu vier Stimmen, Coburg: Fürstliche Druckerei für Justus Hauck (Beerdigungsmotette)
  - Epithalamia zu vier Stimmen, Coburg: Kaspar Bertsch (Hochzeitsmotette)
  - Musicalische Glückwünschunge zu acht Stimmen, Coburg: Fürstliche Druckerei für Justus Hauck (Hochzeitsmotette)
  - Zwey Newe Hochzeit Gesäng zu vier und fünf Stimmen, Coburg: Fürstliche Druckerei für Justus Hauck
- Marco da Gagliano – Messen und Motetten zu sechs Stimmen, Florenz: Zanobi Pignoni
- Lodovico Grossi da Viadana – 100 Sacri Concentus ab una Voce sola, op. 30, Venedig
- Adam Gumpelzhaimer – Sacrorum concentuum Octonis vocibus modulandorum Liber Secundus, Augsburg: Valentin Schönigk
- Robert Jones – 3 Anthems für vier und fünf Singstimmen und Instrumente, in: The Tears or Lamentacions of a Sorrowful Soule, London
- Filipe de Magalhães – Cantus ecclesiasticus commendandi animas corporaque, Lissabon
- Claudio Monteverdi – Il sesto libro de madrigali a cinque voci, con uno dialogo a sette, con il suo basso continuo per poterli concertare nel clavacembalo, et altri stromenti. Di Claudio Monteverde Maestro di Cappella della Sereniss. Sig. di Venetia in S. Marco, Venedig RISM ID: 990042087; darin:
  - Sestina: Lagrime d’amante al sepolcro dell’amata (‚Tränen eines Liebenden am Grabe der Geliebten‘, SV 111)
- Pietro Pace
  - viertes Buch der Madrigale …, op. 6, Rom: Giovanni Battista Robletti
  - drittes Buch der Motetten …, op. 8, Venedig: Giacomo Vincenti
  - viertes Buch der Motetten …, op. 9, Venedig: Giacomo Vincenti
- Serafino Patta – Motetti et madrigali cavati de la poesie sacre..., Venedig: Bartolomeo Magni für Gardano
- Giovanni Battista Riccio – Il secondo libro delle Divine Lodi, Venedig
- Fulgenzio Valesi – Canonea 4, in: Cartella musicale nel canto figurato fermo e contrapunto
- Melchior Vulpius – Der ander Theil Deutscher Sonntäglicher Ev. Sprüche

## Sammlungen
- Gabriel Bataille – Airs de différents autheurs, Livre 5, Paris, Pierre Ballard RISM ID: 993121375 enthält Kompositionen von Henry Le Bailly, Gabriel Bataille, Antoine de Boësset, Joachim Thibault de Courville, Pierre Guédron, Jacques Mauduit, Savorny Sauvage, Caspar Vincentius
- William Leighton – The Tears or lamentations of a sorrowful soul, London, William Stansby RISM ID: 993121393 enthält Kompositionen von John Bull, William Byrd, John Coprario, John Dowland, Alfonso Ferrabosco der Ältere, Thomas Ford, Orlando Gibbons, Nathaniel Giles, Edmund Hooper, Robert Johnson, Robert Jones, Robert Kindersley, William Leighton, Thomas Lupo, John Milton, Martin Peerson, Francis Pilkington, Theophilus Lupo, John Ward, Thomas Weelkes und John Wilbye

## Musiktheoretische Schriften
- Adriano Banchieri
  - Cartella musicale nel canto figurato fermo e contrapunto, Venedig OCLC 843304407
  - Cartellina del canto fermo gregoriano, Bologna, Erben Giovanni Rossis OCLC 771126421
  - Frutto salutifero alli … sacerdoti per prepararsi alla celebratione della SS messa privata e cantata, Bologna, Erben Giovanni Rossis OCLC 469251539
- Abraham Bartolus – Musica mathematica : das ist : das Fundament der allerlieblichsten Kunst der Musicae, wie nemlich dieselbe in der Natur stecke, und ihre gewisse Proportiones, das ist, Gewicht und Mass habe, und wie dieselben in der Mathematica, fürnemlich aber in der Geometria, und Astronomia beschrieben seind : sonsten genennet die Beschreibung des Instrumentes Magadis oder Monochordi : allen Liebhabern und Künstlern der Music zu Gefallen und sonderlichen Nutz in Deutzsch gegeben, durch M. Abrahamum Bartolum, Beutensem Miniscum, Altenburg in Meißen, Johann Meuschken OCLC 86123810
- Cesare Bendinelli – Tutta L’Arte della Trombetta OCLC 732043198
- Giulio Caccini – Nuove musiche e nuova maniera di scriverle, con due arie particolari per tenore, che ricerchi le corde del basso, Florenz: Z. Pignoni
- Thomas Ravenscroft – A Briefe Discourse of the true (but neglected) use of Charact’ring the Degrees by their Perfection, Imperfection, and Diminution in Measurable Musicke, against the Common Practise and Custome of these Times, London OCLC 79698451 RISM ID: 1001034584

## Geboren

### Geburtsdatum gesichert
- 30. Januar: Nicolas Saboly, französischer Dichter und Musiker okzitanischer Sprache († 1675)
- 25. April: Marc’Antonio Pasqualini, italienischer Sopran-Kastrat († 1691)
- 01. August: Philipp Stolle, deutscher Komponist, Sänger und Theorbist († 1675)
- 22. November: Hieronymus (III) Praetorius, deutscher Komponist und Organist († 1629)

### Genaues Geburtsdatum unbekannt
- Jean-Baptiste de Boësset, französischer Komponist († 1685)
- Hans Wolff Schonat, deutscher Orgelbauer († um 1673)
- Franz Tunder, deutscher Komponist und Organist († 1667)

## Gestorben

### Todesdatum gesichert

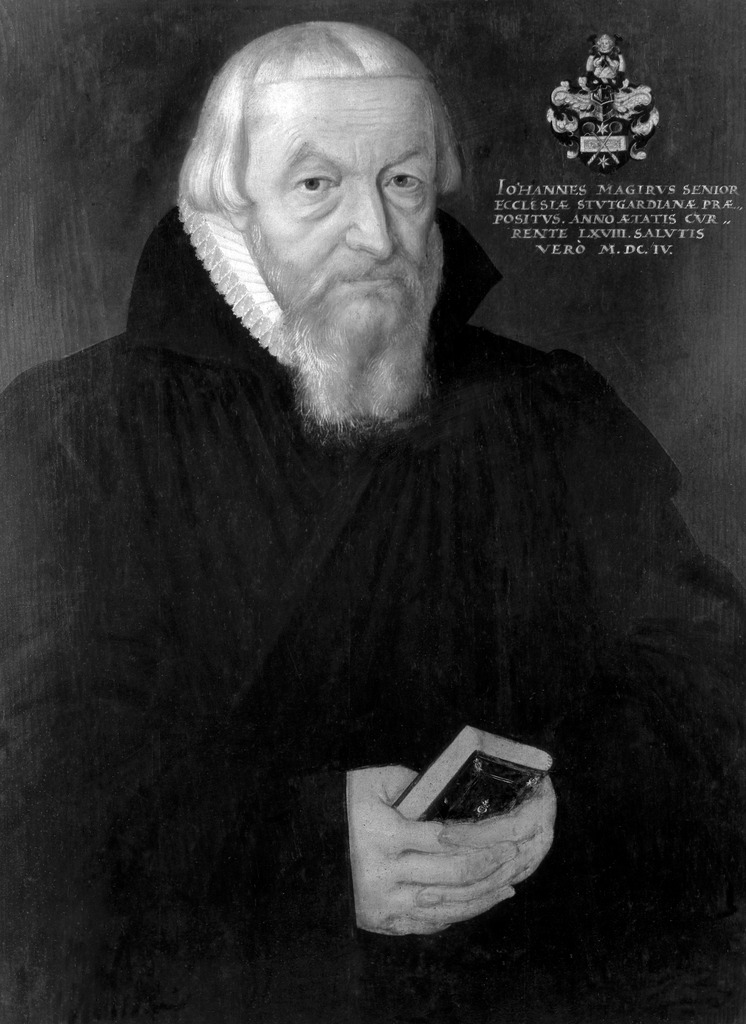
Johannes Magirus; † 4. Juli

- 01. März: Bernhard Klingenstein, deutscher Komponist und Domkapellmeister (* 1545)
- 04. Juli: Johannes Magirus, deutscher lutherischer Theologe und Komponist (* 1537)
- 00. Februar: Lambert de Sayve, franko-flämischer Komponist (* 1549)

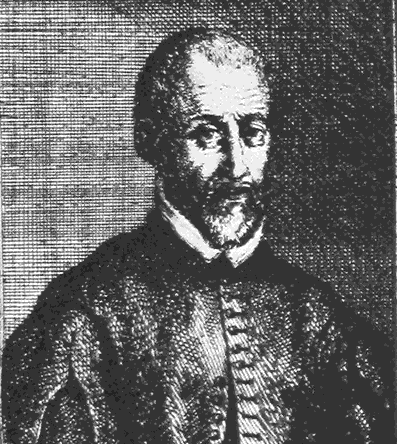
Felice Anerio; † September

- 00. September: Felice Anerio, italienischer Komponist (* 1560)
- 00. September: Jean de Macque, belgischer Komponist (* um 1548)
- 19. Dezember: Melchior Bischoff, deutscher Kirchenlieddichter und Geistlicher (67)

### Gestorben um 1614
- William Barley, englischer Musikverleger (* 1565)
- Valentin Haussmann, deutscher Komponist (* um 1560)
- Ercole Pasquini, italienischer Organist, Cembalist und Komponist (* zwischen 1550 und 1560)

### Gestorben nach 1614
- John Bennet, englischer Komponist (* um 1575)